# Давидков Віктор Йосипович
Віктор Йосипович Давидков (17 серпня 1913 — 2 липня 2001) — радянський військовий льотчик, генерал-полковник авіації (07.05.1960), кандидат військових наук (1972). Герой Радянського Союзу (1942).
Обирався депутатом Верховної Ради Білоруської РСР 4-го (1955—1959) та 5-го (1959—1963) скликань.

## Життєпис
Народився в селі Василівка, волосному центрі Мелітопольського повіту Таврійської губернії Російської імперії (нині — місто, районний центр Запорізької області). Українець.
Протягом 1928—1930 років працював каменярем. У 1930 році закінчив семирічку, у 1932 році — школу ФЗУ Дніпробуду у Запоріжжі. З 1932 року працював слюсарем-механіком на Запорізькому алюмінієвому комбінаті.
До лав РСЧА призваний у травні 1932 року. Навчався у Військово-морському училищі імені М. В. Фрунзе (м. Ленінград). У жовтні того ж року, за станом здоров'я, відрахований з училища й у листопаді демобілізований. Протягом 1932—1933 років працював слюсарем-механіком на фабриці «Більшовик» у м. Родніки Івановської області.
Вдруге до лав РСЧА призваний у серпні 1933 року. До січня 1934 року навчався у 1-й Качинській військовій авіаційній школі льотчиків імені О. Ф. М'ясникова, у 1935 році закінчив Енгельсську військову авіаційну школу льотчиків. Проходив військову службу у винищувальній авіації в Московському військовому окрузі, з вересня 1937 року — на Далекому Сході.
У липні — серпні 1938 року, як командир авіаційної ланки 40-го винищувального авіаційного полку (вап), брав участь у боях на озері Хасан. Здійснив кілька бойових вильотів на винищувачі І-15біс. Після закінчення бойових дій продовжував службу командиром ланки 40-го вап, льотчиком-інспектором з техніки пілотування 53-го вап на Далекому Сході.

### Друга світова війна
Учасник радянсько-фінської війни: у лютому — березні 1940 року — командир ланки 80-го вап. Здійснив 30 бойових вильотів на винищувачі І-16.
З весни 1940 року — льотчик-інспектор з техніки пілотування, командир ескадрильї, заступник командира 131-го вап ВПС Одеського військового округу. У червні — липні 1940 року брав участь в радянській окупації Бессарабії.
Початок німецько-радянської війни зустрів на посаді заступника командира 131-го вап ВПС Південного фронту. Брав участь у прикордонних боях, захищав з повітря південь України, зокрема Одесу. Наприкінці липня поблизу Первомайська був збитий у нічному повітряному бою. З листопада 1941 по грудень 1942 року — командир цього полку. У складі ВПС Південного, Північно-Кавказького, Північної групи військ Закавказького фронтів брав участь у Ростовській, Барвінково-Лозовській, Харківській операціях, у битві за Кавказ.
У червні 1943 року закінчмв Курси удосконалення офіцерського складу при Військово-повітряній академії, яка перебувала в евакуації у м. Чкалов.
З липня 1943 року — командир 32-го гвардійського вап, з грудня 1943 і до кінця війни — командир 8-ї гвардійської винищувальної авіаційної дивізії. Воював на Брянському та 1-му Українському фронтах. Брав участь в Орловській, Брянській, Житомирсько-Бердичівській, Корсунь-Шевченківській, Рівненсько-Луцькій, Проскурівсько-Чернівецькій, Львівсько-Сандомирській, Сандомирсько-Сілезькій, Нижньосілезькій, Верхньосілезькій, Берлінській і Празькій операціях.
Всього за роки війни здійснив 434 бойових вильоти на винищувачах І-16, ЛаГГ-3, Ла-5, Ла-7. У повітряних боях особисто збив 20 й у складі групи 2 літаки супротивника.

### Повоєнна служба
Після закінчення війни продовжував командувати 8-ю гвардійською вад у Центральній групі військ (Австрія, згодом — Угорщина). З липня 1947 року — командир 11-го винищувального авіаційного корпусу, з січня по листопад 1949 року — командир 54-го винищувального авіаційного корпусу в Прибалтійському військовому окрузі, генерал-майор авіації (11.05.1949).
У 1951 році закінчив Вищу військову академію імені К. Є. Ворошилова. У квітні — вересні того ж року — заступник командувача 54-ї повітряної армії Приморського військового округу. З вересня 1951 року — командувач військами Приморського прикордонного району повітряної оборони — заступник командувача 54-ї повітряної армії.
З січня 1953 року — командувач 37-ї повітряної армії у Північній групі військ (Польща), з листопада 1959 року — командувач 76-ї повітряної армії у Ленінградському військовому окрузі, генерал-лейтенант авіації (08.08.1955).
Під час Карибської кризи, з липня 1962 по серпень 1963 року, перебував у закордонному відрядженні на Кубі, як командир спеціальної авіаційної групи.
З серпня 1963 року — знову командувач 76-ї повітряної армії; з квітня 1964 року — начальник авіації Ленінградського ВО; з серпня 1964 року — перший заступник командувача Далекою авіацією; з вересня 1968 року — заступник начальника Військово-повітряної академії імені Ю. О. Гагаріна з навчальної і наукової роботи. У липні 1977 року генерал-полковник авіації В. Й. Давидков вийшов у запас.
Мешкав у Москві, де й помер. Похований на Кунцевському кладовищі.

## Нагороди і почесні звання
Указом Президії Верховної Ради СРСР від 6 червня 1942 року за мужність і героїзм, виявлені у боротьбі німецько-фашистськими загарбниками, капітанові Давидкову Віктору Йосиповичу присвоєне звання Героя Радянського Союзу (медаль «Золота Зірка» № 850).
Нагороджений радянськими двома орденами Леніна (05.11.1941, 06.06.1942), чотирма орденами Червоного Прапора (21.05.1940, 11.04.1945, 03.11.1953, 01.10.1963), орденами Суворова 2-го ступеня (29.05.1945), Кутузова 2-го ступеня (19.08.1944), Олександра Невського (30.08.1943), Вітчизняної війни 1-го ступеня (11.03.1985), двома орденами Червоної Зірки (20.06.1949, 16.08.1983), орденом «За службу Батьківщині у Збройних Силах СРСР» 3-го ступеня (30.04.1975), російським орденом Жукова (25.04.1995), польським Хрестом Хоробрих (1945), північнокорейським орденом Державного Прапора, радянськими та іноземними медалями.
Заслужений військовий льотчик СРСР (16.08.1968).